# Hruboňovo
Hruboňovo – wieś i gmina (obec) w powiecie Nitra, w kraju nitrzańskim na Słowacji. Znajduje się na północ od Nitry, nad brzegami Perkovskiego potoku (Perkovský potok) na Nizinie Naddunajskiej. 